# Kanton Saint-Brieuc-1
Der Kanton Saint-Brieuc-1 (bretonisch Kanton Sant-Brieg-1) ist seit 2015 ein französischer Wahlkreis im Arrondissement Saint-Brieuc im Département Côtes-d’Armor in der Bretagne.
Der Kanton zählte 2016 22.381 Einwohner.

## Geschichte
Der Kanton entstand mit der Neuordnung der Kantone in Frankreich im Jahr 2015 und besteht aus Teilen der Stadt Saint-Brieuc. Die Stadtgebiete gehörten früher zu den Kantonen  Saint-Brieuc-Nord und Saint-Brieuc--Ouest.

## Lage
Der Kanton liegt im Norden des Départements Côtes-d’Armor.

## Gemeinden
Der Kanton umfasst Teile der Stadt Saint-Brieuc westlich einer Linie von der Gemeindegrenze zu Plérin über Vieille-Côte-de-Gouët, rue de Gouët, rue des Forges, place Baratoux, rue de l’Abbé-Vallée, rue du Port, rue du Maréchal-Foch, rue Saint-Vincent-de-Paul, rue Saint-Benoît, rond-point de l’avenue des Promenades, allée Jacques-Chaban-Delmas, passage de la Fontaine-aux-Loups, boulevard Sévigné, place du 8-Mai-1945, boulevard Waldeck-Rousseau, rond-point du boulevard Clemenceau, rue de l’Abbé-Garnier, die Bahnlinie von Paris-Montparnasse nach Brest, rue Paul-Bert, rue Louis-Braille, place Jacquard, rue Louis-Jouvet, rue de la Reine-Astrid, rue Fulgence-Bienvenüe bis zur Gemeindegrenze mit Ploufragan.

## Politik
Im 1. Wahlgang am 22. März 2015 erreichte keines der vier Wahlpaare die absolute Mehrheit. Bei der Stichwahl am 29. März 2015 gewann das Gespann Gérard Blégean (UDI)/Brigitte Blévin (DVD) gegen Hugo Gouysse/Monique Lucas (beide PS) mit einem Stimmenanteil von 54,47 % (Wahlbeteiligung:49,63 %).
| Vertreter im conseil général des Départements | Vertreter im conseil général des Départements | Vertreter im conseil général des Départements |
| Amtszeit                                      | Name                                          | Partei                                        |
| --------------------------------------------- | --------------------------------------------- | --------------------------------------------- |
| 2015–                                         | Gérard Blégean Brigitte Blévin                | UDI DVD                                       |